# Colonel Hill Airport
Colonel Hill Airport (engelska: Crooked Island Airport) är en flygplats i Bahamas.   Den ligger i distriktet Crooked Island and Long Cay District, i den sydöstra delen av landet, 400 km sydost om huvudstaden Nassau. Colonel Hill Airport ligger 6 meter över havet. Den ligger på ön Crooked Island.
Terrängen runt Colonel Hill Airport är mycket platt. Havet är nära Colonel Hill Airport åt nordost. Trakten är glest befolkad. Närmaste större samhälle är Colonel Hill, 2,6 km väster om Colonel Hill Airport. 